# Кулижниковский сельсовет
Кулижниковский сельсовет — сельское поселение в Саянском районе Красноярского края.
Административный центр — село Кулижниково.

## История
Статус и границы сельского поселения установлены Законом Красноярского края от 18 февраля 2005 года № 13-3007 «Об установлении границ и наделении соответствующим статусом муниципального образования Саянский район и находящихся в его границах иных муниципальных образований»

## Население
| 2010 | 2012 | 2013 | 2014 | 2015 | 2016 | 2017 |
| ---- | ---- | ---- | ---- | ---- | ---- | ---- |
| 371  | ↘361 | ↘353 | ↘338 | ↘330 | ↗348 | ↘341 |

## Состав сельского поселения
В состав сельского поселения входят 2 населённых пункта:
| № | Населённый пункт | Тип населённого пункта       | Население |
| - | ---------------- | ---------------------------- | --------- |
| 1 | Кулижниково      | село, административный центр | ↘227      |
| 2 | Орловка          | деревня                      | ↘144      |

## Местное самоуправление
Кулижниковский сельский Совет депутатов
Дата избрания: 14.03.2010. Срок полномочий: 5 лет. Количество депутатов:  7
Глава муниципального образования
- Квасова Анастасия Викторовна. Дата избрания: 16.09.2020г. Срок полномочий: 5 лет